# جواوزينيو
جواو ناتايلتون راموس دوس سانتوس (بالبرتغالية: João Natailton Ramos dos Santos‏) أو ببساطة جواوزينيو (روسية: Жоао Натаилтон Рамос Дос Сантос؛ مواليد 25 ديسمبر 1988 في أومباوبا) هو لاعب كرة قدم برازيلي روسي محترف يلعب لصالح دينامو موسكو. سبق أن لعب مع نادي كراسنودار. في أغسطس 2016، حصل على الجنسية الروسية.

## وصلات خارجية
- جواوزينيو على موقع الاتحاد الأوربي (الإنجليزية)
- جواوزينيو على موقع قاعدة بيانات كرة القدم.إي يو (الإنجليزية)
- جواوزينيو على موقع Soccerbase.com (لاعب) (الإنجليزية)
- جواوزينيو على موقع Soccerway.com (الإنجليزية)
- جواوزينيو على موقع AS.com (الإسبانية)